# Wilson Goode
Pour les articles homonymes, voir Goode.
Wilson Goode, né le 19 août 1938 en Caroline du Nord, est un homme politique américain, membre du Parti démocrate. Il est maire de Philadelphie entre 1984 et 1992. C'est le premier afro-américain à ce poste.

## Biographie
Goode est né dans une famille de fermiers de Caroline du Nord. Il arrive à Philadelphie en 1954. Il étudie à l'Université d'État Morgan, fonde le Black Political Forum, puis est diplômé de l'Université de Pennsylvanie. En 1983 il remporte la primaire pour la mairie face à Frank Rizzo, puis l'élection générale face au républicain John Egan.